# Berber van der Woude
Berber van der Woude (Wageningen, 1982) is een Nederlands organisatieadviseur en bestuurder.
Van der Woude studeerde politicologie en Frans aan de Universiteit Leiden. Ze werkte veertien jaar als beleidsadviseur en diplomaat bij het ministerie van Buitenlandse Zaken. In 2019 werd ze als diplomaat gestationeerd in Ramallah, op de Westelijke Jordaanoever. Daar begon ze steeds meer moeite te krijgen met het Nederlandse beleid ten aanzien van Israël en in 2022 nam ze om die reden ontslag.
Ze werkte daarna als consultant bij een organisatieadviesbureau en in 2025 richtte ze Cabane Consulting op. Sindsdien werkt ze als zelfstandig organisatieadviseur, teamcoach, procesfacilitator en trainer voor organisaties en teams met een maatschappelijke missie.
Van der Woude is voorzitter van The Rights Forum, een stichting die zich inzet voor een op internationaal recht en mensenrechten gebaseerd Israël-Palestina-beleid.